# 林時 (正德進士)
林時（1492年—1535年），字懋易，號介立，河南汝寧府汝陽縣民籍，直隸徽州府休寧縣人，明朝政治人物。

## 生平
正德五年（1510年）庚午科河南鄉試第二名舉人，十二年（1517年）中式丁丑科會試第二百九十八名，三甲第九十六名進士。選翰林院庶吉士。十四年（1519年）八月授檢討，丁憂，服闋，嘉靖元年（1522年）三月復除原職。四年（1525年）六月以《武宗實錄》修成，升編修，六年（1527年）六月升國子監司業，十年（1531年）七月升南京通政使司右參議，十三年（1534年）五月升南京通政使司右通政，十四年（1535年）七月調任提督謄黃右通政，因继母去世未任，十月卒於家，年四十五。

## 著作
著有《介立詩集》。

## 家族
曾祖林浦；祖父林志賢；父林雲，號松軒；母沈氏。重慶下。兄林昭。元配毛氏生二子宏、密；繼室曹氏生一子寓；側室苑氏生一子定。